# Љубав (албум)
Љубав је четврти студијски албум српске рок групе Екатарина Велика. Ово је такође први албум издат за дискографску кућу ПГП РТБ, и први на којем бенд сарађује са аустралијским музичарем и продуцентом Теодором Јанијем (Theodore Yanni). Сматра се, по мишљењу критике, једним од најбољих издања југословенске рок сцене.

## Песме
(Музика и аранжмани ЕКВ, текстови Милан Младеновић осим тамо где је другачије назначено)
1. „Земља“ - 3:57 (текст: М. Младеновић, М. Стефановић)
2. „Поред мене“ - 5:25
3. „Љубав“ - 3:33
4. „7 дана“ - 6:28 (текст: М. Стефановић)
5. „Вода“ - 4:40
6. „Први и последњи дан“ – 3:37 (текст: М. Младеновић, М. Стефановић)
7. „Људи из градова“ – 3:25
8. „Зид“ – 4:01
9. „Тонемо“ – 4:10

## Музичари
- Милан Младеновић – гитара, глас
- Маргита Стефановић – клавир, клавијатуре
- Бојан Печар – бас, акустична гитара
- Срђан Тодоровић – бубњеви, даире

## Остало
Снимљено у студију 5 РТБ, августа и септембра 1987. Миксано у студију СИМ, Загреб.
- Сниматељ и продуцент: Теодор Јани (Theodore Yanni) & ЕКВ.
- Извршни менаџер: Небојша Гргић
- Дизајн: Вук Величковић и Маги
- Фотографије и графика: Вук Величковић